# Stefano Grondona

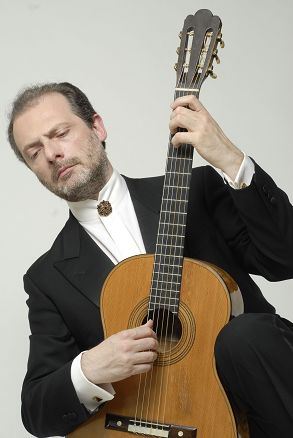
Stefano Grondona

Stefano Grondona es un guitarrista italiano, nacido en Génova en 1958. Con sus conciertos, grabaciones discográficas y radiofónicas Stefano Grondona se ha convertido en una figura cumbre en la escena internacional de la guitarra de hoy.

## Historia

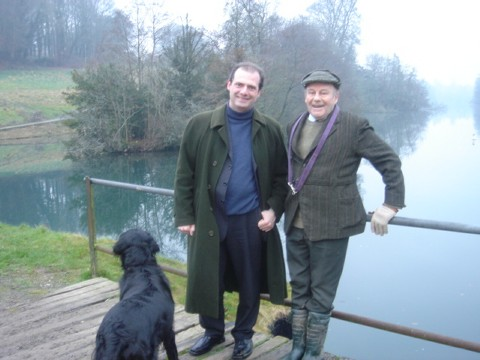
Grondona con Julian Bream (2004)

En una entrevista en 1985, Andrés Segovia menciona a Stefano Grondona como uno de sus alumnos favoritos, junto con John Williams, Alirio Díaz y Oscar Ghiglia.

Por el CD La guitarra de Torres ha recibido varios premios internacionales en 1999, incluida la Guitarra de Oro para el Mejor CD del Año en la Cuarta Convención Nacional de la guitarra de Alessandría y el Klassik Heute Empfehlung de la revista alemana Klassik Heute, como uno de los mejores CD del año 1998. En 2002 volvió a recibir la Guitarra de Oro por Lo cant dels Aucells. Su CD Respuesta, fue galardonado con el prestigioso premio Editor's Choice de la revista británica Gramophone. En 2008 el CD fue incluido en La Vanguardia, en la colección de discos dedicados a compositores catalanes para la celebración del centenario del Palau de la Música.
Grondona ha desarrollado un interés especial en la lutherie de la guitarra y su historia, interés que culminó en la escritura del libro La Chitarra di Liuteria-Masterpieces of guitar making (2001) (del cual es coautor con el luthier Luca Waldner) y en una serie de grabaciones con instrumentos históricos que fueron considerados por los críticos una referencia de época. Por esta relación especial que ha establecido con los instrumentos del pasado, Grondona ha sido invitado a dar un recital con las guitarras Torres que se guardan en el Museu de la Música (Barcelona, 2001, 2003, 2005, 2009), y en el Palacio de la Guitarra (Ibaraki, 2000, 2001), y a participar en conciertos en memoria de los grandes guitarreros históricos Torres (Almería, 2006, Córdoba, 2007), Bouchet (Tokio, 1998) y Rubio (Cambridge 2001): Grondona había colaborado con David Rubio entre 1992 y 1999 .

Stefano Grondona se está dedicando desde hace largos años a la investigación musicológica sobre Miguel Llobet y a la interpretación de la obra musical del guitarrista-compositor catalán, con el fin de valorar la importancia histórica de la figura de este personaje, ya sea en el campo guitarrístico o en el del más amplio trayecto cultural catalán y español. Sus interpretaciones de música de Llobet suenan en las salas del Museu de la Música de Barcelona a lado de la guitarra del maestro catalán. 
Grondona es fundador del ensemble de guitarras Nova Lira Orfeo, para la divulgación de las músicas dedicadas por Llobet a su histórico grupo Lira Orfeo. Con la guitarrista Laura Mondiello ha formado un dúo de guitarras para la recuperación del repertorio que Llobet había dedicado al dúo formado con María Luisa Anido.

Stefano Grondona ha recientemente finalizado la primera omnia discográfica de Miguel Llobet, en seis CD. 

Actualmente se está dedicando también al proyecto de publicar la Ópera Omnia de Llobet en quince volúmenes, editados por Chanterelle.
Grondona enseña en el Conservatorio de Vicenza, y ha dado clases magistrales en todo el mundo en las instituciones más prestigiosas (incluyendo la Royal Academy of Music de Londres y la Guildhall School of Music and Drama). Sus masterclasses celebradas en Riva del Garda y en Ponte in Valtellina y entre los años ochenta y noventa del siglo pasado dejaron una huella decisiva en la formación de una nueva generación de artistas, ganadores en concursos internacionales y ahora concertistas de primera categoría.

En sus nueve giras de conciertos en Japón desde el año 1998, cuando tuvo su debut en aquel pays, Grondona fue recibido con éxito que la crítica comparó a lo que Segovia y Julian Bream habían significado con sus conciertos en dicho país.

## Distinciones y premios

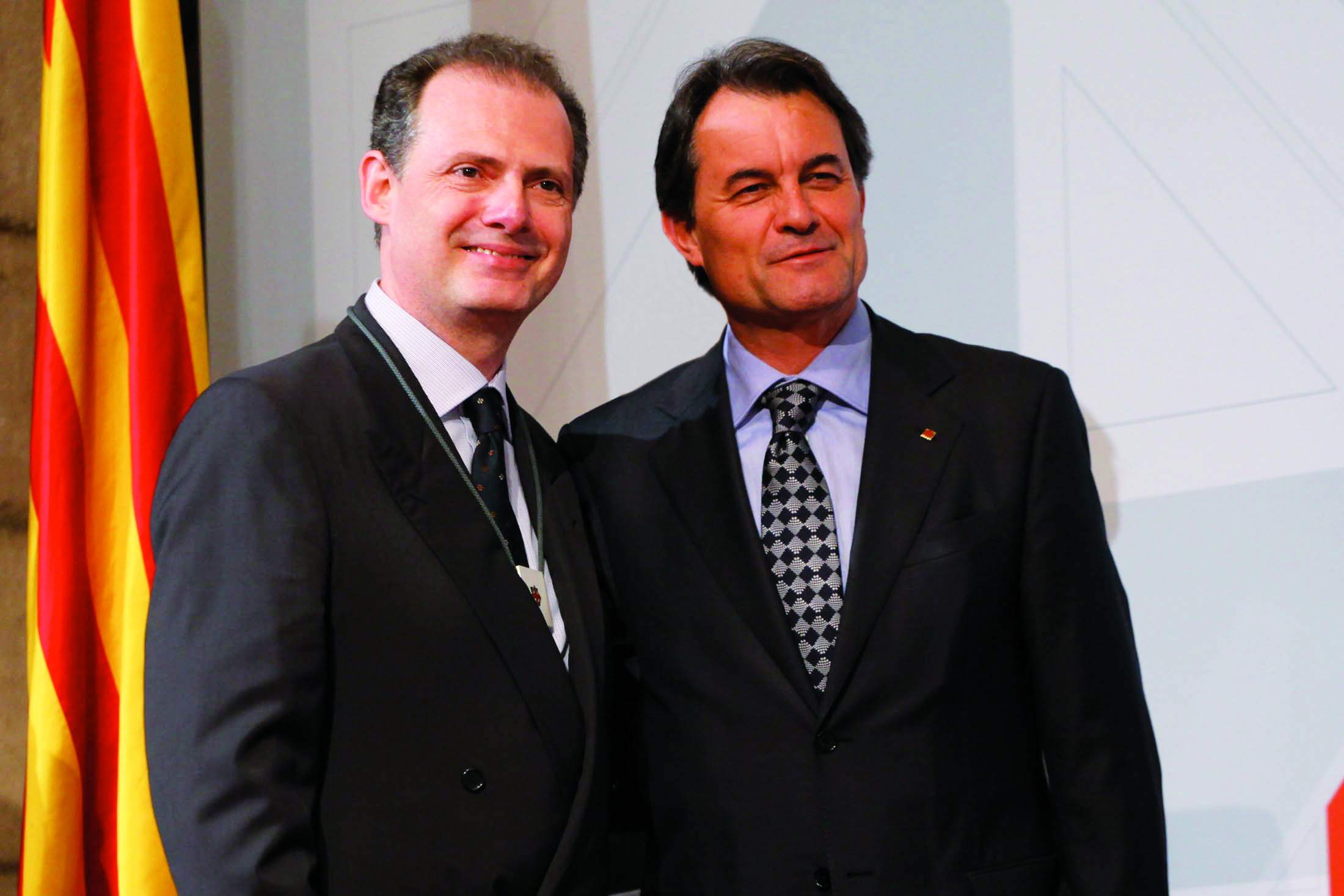
Stefano Grondona recibe de las manos de Artur Mas, Presidente de la Generalitat de Catalunya, la Creu de Sant Jordi (2011)

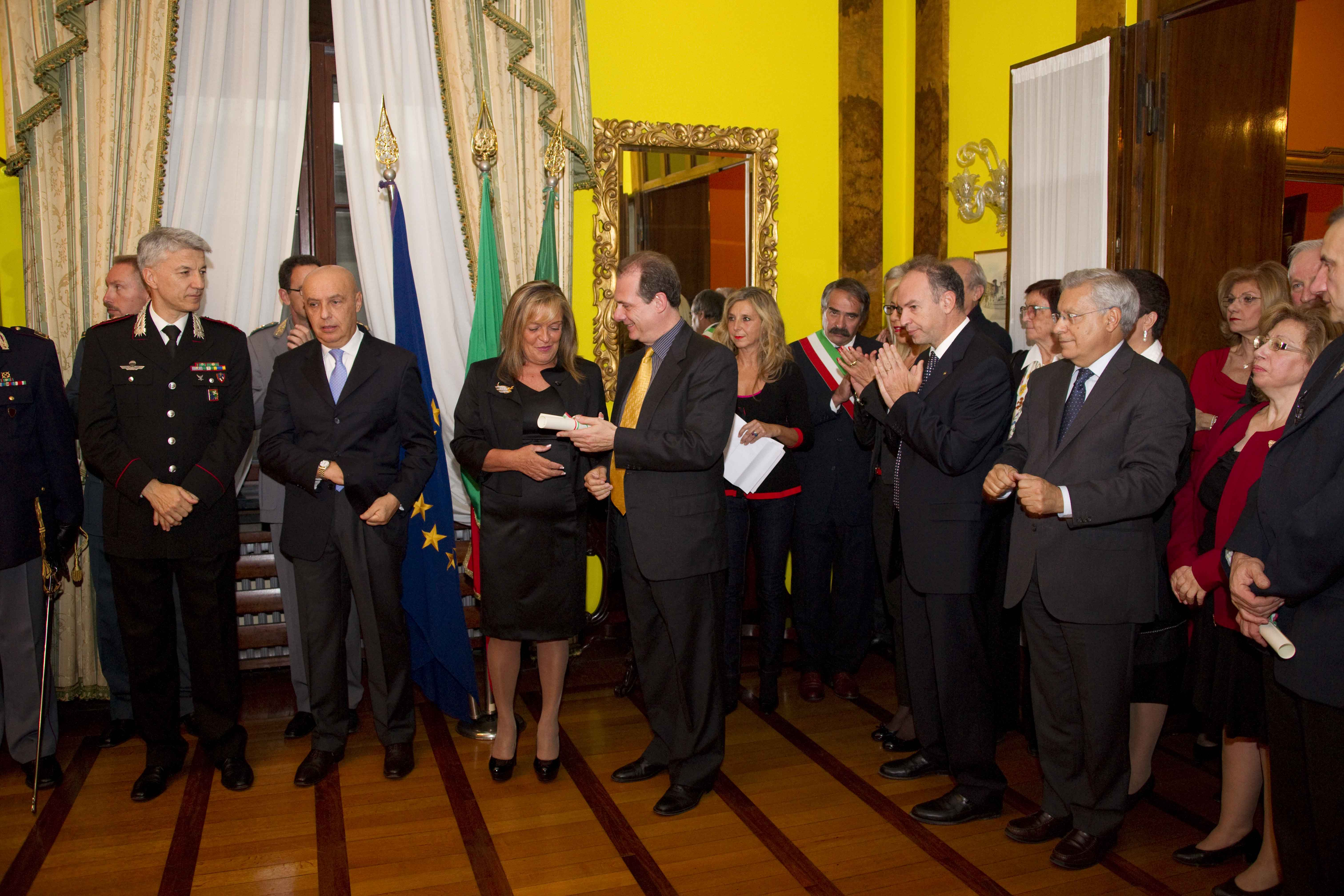
Stefano Grondona recibe de las manos de Erminia Rosa Cesari, Prefetto di Sondrio, la honrar de Cavaliere dell'Ordine al Mérito de la República Italiana (2012)

2005: PREMI J.M.BATISTA I ROCA, otorgado en reconocimiento de su actividad dedicada a la investigación y difusión de la cultura y la música catalana.

2011: CREU DE SANT JORDI, otorgada por la Generalitat de Catalunya. 

El 27 de abril de 2011, Stefano Grondona recibe de las manos de Artur Mas, Presidente de la Generalitat de Catalunya, la Creu de Sant Jordi, máxima distinción al mérito cultural. Motivación oficial: Por su actividad concertística y también docente, que le han consagrado en el panorama internacional. Vinculado con Cataluña desde finales de los años 70, se ha implicado en la investigación histórica sobre la guitarra y la difusión de las obras para este instrumento de los compositores catalanes. Su obra discográfica y sus ensayos definen una innovadora imagen de la guitarra catalana en la época del Modernismo y recuperan la figura del músico Miguel Llobet

2012: CAVALIERE DELL'ORDINE AL MERITO DELLA REPUBBLICA ITALIANA

El 23 de octubre de 2012, Stefano Grondona recibe de las manos de Erminia Rosa Cesari, Prefetto di Sondrio, la honrar de Cavaliere, máxima distinción al mérito cultural en Italia.

## Formación de Stefano Grondona
Musicalmente, Stefano Grondona se formó con Sergio Notaro y Oscar Ghiglia, perfeccionándose después con Julian Bream y Andrés Segovia, quien en una entrevista realizada en 1985, lo mencionó como uno de sus discípulos preferidos, conjuntamente con John Williams, Oscar Ghiglia y Alirio Díaz.

Entre los años 1975 y 1982 se ha afirmado como ganador en concursos de importancia reconocida como el Mario Castelnuovo Tedesco (Parma, 1975), Concorso di Gargnano (1976) y Città di Alessandria (1978), Certamen Andrés Segovia (Palma de Mallorca, 1979 y 80), Segovia Guitar Competition de Leed’s Castle (Inglaterra, 1981), Manuel M. Ponce (México, 1982) y Internationaler Musikwettbewerb ARD (Múnich, 1982).

## Actividad concertística de Stefano Grondona
Su actividad concertística se inicia con el concierto que Grondona brindó en Torino en el mes de enero del año 1974, dándose a conocer muy pronto en auditorios de Italia, España, Francia, Inglaterra, Alemania, Holanda, Hungría, Grecia, Yugoslavia, Argelia, Nigeria, Israel, México, Estados Unidos, Tailandia, Malasia, Singapur y Japón.

Ha actuado con importantes orquestas entre las cuales, las orquestas de la Rai de Milan, Neapolis, Roma y Torino y con la London Soloists Chamber Orchestra y la Vivaldi Concertante (Inglaterra), Il Ripieno de Zurich y la Berliner Kammerorchester etc. 
En su actividad relacionada con la música de cámara destaca su colaboración con artistas de nivel internacional: Quartetto della Rai di Torino, Quartetto di Venezia, Giovane Quartetto Italiano (ahora Nuovo Quartetto Italiano), la cantante María José Montiel y el flautista Enzo Caroli.

En los años 1998-2000 ha hecho un dúo con el ilustre pianista Aldo Ciccolini grabando con el obras de Castelnuovo Tedesco, Haug y Ponce. Por deseo de los compositores, en 1982 Grondona estrena el Concerto per chitarra, orchestra e vibrafono ad libitum de Bruno Bettinelli y en 1987 la primera actuación italiana de Orpheus de Hans Werner Henze.

Siempre por invitación de Henze, Grondona ha efectuado el ciclo completo Royal Winter Music por Settembre Musica en Torino (1986), por el Gärtnerplatztheater (1987) y por el Cantiere d’Arte di Montepulciano (1988).

Grondona ha actuado en salas y teatros de gran importancia internacional como el Teatro La Fenice (Venecia), Konzertgebow (Ámsterdam), Palau de la Música (Barcelona, sala Orfeó Català), Queen Elizabeth Hall (Londres), Sala Nezahualcoyotl y Palacio de Bellas Artes (Ciudad de México), Toppan Hall (Tokio), Barcelona Auditori, Cuvillées Theater (Múnich) etc. y ha grabado por radios internacionales como RAI, la BBC, la WIGE, BR.

Ha publicado sus discos con CGD, Dynamic, Ricordi, Rivo Alto, Divox, Phoenix, Stradivarius. 

Su repertorio incluye toda la obra de Bach para laúd, la obra de Henze y de Llobet así como las Sonatas de Ponce. Por ello ha dedicado varios conciertos monográficos a dichos autores. 

1982: Manuel M.Ponce Las Sonatas para Guitarra (Roma, Ciudad de México etc.) 

1985: J.S. Bach Las Cuatro Suites para Laud (Ludwigsburg, Roma, Pavia etc) 

1986: H.W. Henze Royal Winter Music (Roma, Montepulciano, Torino, Múnich, Padova, Vicenza, Riva del Garda etc.)

## Stefano Grondona Promotor de la Cultura de la Guitarra

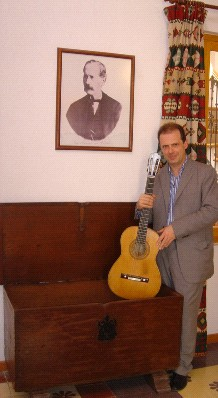
Grondona con su Torres, 1887 SE 111 en la casa de Torres "La Cañada de San Urban" (2006)

Paralelamente a su actividad concertística Grondona también se ha dedicado a organizar acontecimientos innovadores para promover la guitarra y su cultura. A raíz de su iniciativa han nacido eventos que han dejado un sello históricamente significativo como:
- LA CHITARRA DI LIUTERIA Vicenza 1994: 1a edición
- LA CHITARRA DI LIUTERIA Vicenza 1995: 2a edición
- LA CHITARRA DI LIUTERIA Vicenza 1997: 3a edición
- PONTE DI NOTE Ponte in Valtellina 2002: David Rubio
- PONTE DI NOTE Ponte in Valtellina 2005: La guitarra española
- INCONTRI CON LA CHITARRA Vicenza 2003: La guitarra catalana - García y Simplicio
- INCONTRI CON LA CHITARRA Vicenza 2005: Vicente Arias

## Un Libro de Resonancia Mundial
LA CHITARRA DI LIUTERIA-MASTEPIECES OF GUITARMAKING, Stefano Grondona e Luca Waldner, con Fotografías de Massimo Mandelli, L'officina del libro (Sondrio) 2001.

Divulgado en doble idioma italiano e inglés, este libro ha sido reconocido a nivel mundial como un texto sagrado de la luthería de la guitarra y de su historia.

## Grondona plays J.S.Bach
STRADIVARIUS 33868 - publicación 30.12.2010

"Tan lejos de los excesos románticos como de las convenciones de tempo igual y la clavecinista plenitud dinámica, Grondona se permite, con criterio certero y perfectamente dosificado, crecer y decrecer, acelerar y calar, y perfilar así una interpretación animada por un gusto superior en la ornamentación y un sentido de que la obra es el todo y no sus partes, por más que Bach llene su música de partes tan sustantivas y bellas que requieran y absorban la atención de los intérpretes y los públicos de todos los tiempos. En la interpretación de Grondona esto es un principio. Si ustedes conocen y admiran, como admiro yo, el Bach pianístico de Glenn Gould, deben conocer y admirar este Bach guitarrístico, porque Grondona "canta" como Gould y hace que la música respire con los grandes alientos de su propia dinámica con la misma inaudita capacidad del pianista, pero lo hace en un instrumento alado cuyas cuerdas accionan directamente los dedos del intérprete como habrán soñado y soñarán por siempre los mejores teclistas del mundo".

Javier Suárez Pajares

## Grabaciones
- Sor, Fernando 20 Studi per Chitarra (Ed. Ricordi Book+CD played by S.Grondona)
- Bach, Giuliani, Turina, Ponce (C.G.D. Classica cls91042)
- Bach, Henze, Petrassi (Dynamic CDS059)
- Novecento (Josè, Martin, Krenek, Morricone, Tansman) (1995, Phoenix 98419)
- La Guitarra de Torres (Llobet, Tárrega) (1996/7, Divox CDX-29701)
- Evocación, Grondona plays Llobet's guitar (Albéniz & Granados) (2000, Stradivarius STR 33658)
- Lo Cant dels Aucells (2000, Stradivarius 33589)
- Baroque Images (Froberger, Bach, Scarlatti) (2001, Stradivarius STR 33622)
- La Leona (Arcas) (2004, Stradivarius 33692)
- Homenaje (De Falla & Llobet and their world) (2006, Stradivarius STR 33660)
- Respuesta, Grondona plays the guitar works by Miguel Llobet (2006, Stradivarius STR 33770)
- Humoresque (Llobet & Anido in the 1920s) (2007, Stradivarius STR 33815)
- Grondona plays Asturias (2009, Stradivarius STR 33832)
- Grondona plays J.S.Bach (2010, Stradivarius STR 33868)
- Sin Palabras, Grondona plays the romantic transcriptions by Miguel Llobet (2011,Stradivarius STR 33915)
- Stefano Grondona plays Quadrat d'Or arranged for guitar by Miguel Llobet (2012, Stradivarius STR 33924)
- Nocturnal Stefano Grondona (plays Britten, Walton, Takemitsu, Rodney Bennett) (2013, Stradivarius)
- Stefano Grondona plays Mazurkas y Sardanas (Alexandre Tansman & Gaspar Cassado) (2014, Stradivarius)